# El secret de Vera Drake
El secret de Vera Drake (títol original, Vera Drake) és una pel·lícula britànica de 2004 escrita i dirigida per Mike Leigh que tracta sobre l'avortament. S'ha doblat en valencià per a À Punt, que va emetre-la per primer cop el 25 de setembre de 2022.
A la ciutat de Londres dels anys 1950 Vera Drake, una bondadosa mare que es guanya humilment la vida netejant cases, practica també avortaments clandestins en el seu temps lliure per tal d'ajudar dones joves pertanyents a la mateixa baixa classe social que ella, amb problemes familiars i que no es poden ocupar dels seus fills.
La pel·lícula va guanyar el Lleó d'Or del Festival Internacional de Cinema de Venècia de 2004, va ser nominada a tres premis Oscar i va guanyar tres premis BAFTA. És considerat un clàssic del «realisme de cuina».

## Argument
A començament dels anys 1950 a la Gran Bretanya, Vera Drake, una mestressa de casa que s'ocupa dels seus dos fills i de la seva mare malalta, intenta aportar ingressos addicionals a la seva humil llar acceptant feines de neteja en altres cases mentre el seu marit es malaguanya la vida en un taller de cotxes.
L'altruista i servicial Vera és molt popular al barri, ja que sempre està disposada a donar un cop de mà als veïns que més ho necessitin. Però addicionalment, Vera també porta a terme avortaments clandestins, una secreta activitat sense ànims de lucre que amaga a la seva família i veïns. Només Lyli comparteix el seu secret, una amiga que trafica al mercat negre i que li procura clients de tant en tant.
Després que una de les seves pacients gairebé mori a causa de les complicacions sorgides per la interrupció de l'embaràs practicada, Vera és arrestada per la policia per ser interrogada abans de comparèixer davant del jutge l'endemà.
La família de Vera queda profundament commocionada en descobrir la sobtada notícia del seu arrest i en assabentar-se de la seva insospitada activitat clandestina, per la qual Vera és finalment condemnada a dos anys i mig de presó.
L'extrema sentència tindrà greus conseqüències tant materials com immaterials per tota la família i totes les persones que depenien de l'altruisme, l'abnegació i la generositat de Vera.

## Repartiment
| Actor / actriu original | Personatge fictici         |
| ----------------------- | -------------------------- |
| Imelda Staunton         | Vera Drake                 |
| Richard Graham          | George                     |
| Eddie Marsan            | Reg                        |
| Anna Keaveney           | Nellie                     |
| Sally Hawkins           | Susan                      |
| Alex Kelly              | Ethel Drake                |
| Daniel Mays             | Sid Drake                  |
| Phil Davis              | Stanley Drake              |
| Sam Troughton           | David                      |
| Ruth Sheen              | Lily                       |
| Adrian Scarborough      | Frank                      |
| Lesley Manville         | Mrs. Wells                 |
| Marion Bailey           | Mrs. Fowler                |
| Lesley Sharp            | Jessie Barnes              |
| Peter Wight             | Detectiu Inspector Webster |
| Martin Savage           | Detectiu Sergeant Vickers  |
| Leo Bill                | Ronny                      |

## Premis i nominacions[calcitació]

### Premis
- 2004. Lleó d'Or
- 2004. Copa Volpi per la millor interpretació femenina per a Imelda Staunton
- 2004. Premis del Cinema Europeu - Guanyadora del premi a la millor actriu i nominada al premi a la millor pel·lícula
- 2004. Camerimage - Guanyadora del premi Granota d'Or per la millor imatge (Dick Pope)
- 2005. BAFTA a la millor direcció per a Mike Leigh
- 2005. BAFTA a la millor actriu per a Imelda Staunton
- 2005. BAFTA al millor vestuari per a Jacqueline Durran

### Nominacions
- 2005. Oscar al millor director per a Mike Leigh
- 2005. Oscar a la millor actriu per a Imelda Staunton
- 2005. Oscar al millor guió original per a Mike Leigh
- 2005. Globus d'Or a la millor actriu dramàtica per a Imelda Staunton
- 2005. BAFTA a la millor pel·lícula
- 2005. BAFTA a la millor pel·lícula britànica
- 2005. BAFTA al millor actor secundari per a Philip Davis
- 2005. BAFTA a la millor actriu secundària per a Heather Craney
- 2005. BAFTA al millor guió original per a Mike Leigh
- 2005. BAFTA al millor disseny de producció per a Eve Stewart
- 2005. BAFTA al millor muntatge per a Jim Clark
- 2005. BAFTA al millor maquillatge i perruqueria per a Christine Blundell